# Schulfrust – 10 Dinge, die ich an der Schule hasse
Schulfrust – 10 Dinge, die ich an der Schule hasse ist ein Sachbuch von Viviane Cismak, das laut Die Welt bis Anfang 2012 über 25 000 Mal verkauft wurde.

## Hintergrund und Inhalt
Die Autorin Viviane Cismak (* 1991) kam aus Darmstadt/Hessen nach Berlin-Kreuzberg. Zuvor vollendete sie die 11. Klasse eines altsprachlichen Gymnasiums in ihrer Geburtsstadt. Bei dem Schulwechsel fielen ihr vor allem die Unterschiede im Niveau des Schulunterrichts der beiden Bundesländer auf. Die Erlebnisse ihrer Schulzeit verarbeitete sie in dem Buch „Schulfrust“. An der von ihr besuchten Kreuzberger Schule haben über 80 Prozent der Schüler einen Migrationshintergrund. 
Die 10 Thesen lauten:
1. Leistung lohnt sich nicht
2. Lehrpläne werden oft nicht eingehalten, weil eine Kontrollinstanz fehlt
3. Die Schule verkommt zu einer Aufbewahrungsstätte
4. Sanktionen gegen Schüler sind willkürlich
5. Undurchdachte Reformen verschlimmern die Situation im Schulsystem
6. Der Bildungsföderalismus macht Schulen auf Bundesebene unvergleichbar
7. Sexismus und Antisemitismus wird in Schulen toleriert
8. Kinder von HartzIV-Empfängern haben gegenüber Kindern geringverdienender Eltern einen Vorteil
9. Lehrer vergeben Noten willkürlich
10. Lehrer nehmen ihren Job nicht ernst

## Rezeption
In der Berliner Zeitung wurde "Schulfrust" als "(...) die erste umfassende Kritik des Bildungssystems aus Schülersicht" gelobt. Im Berliner Kurier stimmt ein Vater und auch Hartmut Schurig, Landesvorsitzender der Bildungsgewerkschaft GEW Berlin, Cismaks Thesen zu.
Im Tagesspiegel und im Focus hingegen wurde ihre Kritik am Bildungsföderalismus und an der fehlenden Leistungskontrolle der Lehrer gewürdigt, im Übrigen sei das Buch aber eine Ansammlung persönlicher Anekdoten, eine Abrechnung mit allem und jedem, langweilig zu lesen und auf Grund der belehrenden Art nervend. In der FAZ wurde "Schulfrust" mit folgenden Worten gelobt: "Die Pädagogen schneiden in „Schulfrust“ schlecht ab, und doch ist die Kritik differenzierter als die des Kanzlers Schröder, der sich über „faule Säcke“ mokierte. Das liegt nicht so sehr daran, dass bei Cismak auch Lehrer vorkommen, die an die Schüler und an sich selbst Ansprüche stellen. Es liegt daran, dass die Neunzehnjährige nicht nur ihre Erfahrungen beklagt, sondern das System reflektiert, das solche Missstände zulässt."
Auszüge aus dem Buch wurden Anfang 2012 von der Boulevardzeitung Bild verbreitet. Bildblog fasste die Auswahl dabei als „Drei Viertel Stimmungsmache gegen Menschen mit Migrationshintergrund, ein Viertel gegen Hartz-IV-Empfänger“ zusammen und merkte an, dass dies nicht der Gewichtung des Buchs entspräche.